# Estación de Ivrea
La estación de Ivrea es una estación ferroviaria situada en la ciudad de Ivrea en Italia.

## Historia y situación
La estación entró en funcionamiento el 5 de noviembre de 1858, con la apertura del tramo Caluso–Ivrea de la línea hacia Aosta. Inicialmente, la vía férrea terminaba en Ivrea, por lo que la estación era originalmente una estación terminal.
Veintisiete años después, se inauguró el tramo Ivrea–Donnas y el 5 de julio del año siguiente se activó el último tramo Donnas–Aosta.